# Mateusz Szczepaniak (piłkarz)
Mateusz Szczepaniak (ur. 23 stycznia 1991 w Lubinie) – polski piłkarz występujący na pozycji napastnika .

## Kariera klubowa
Szczepaniak pierwsze piłkarskie kroki stawiał w klubie Amico Lubin, skąd w 2006 roku trafił do akademii Zagłębia Lubin. W 2008 roku przeniósł się do szkółki francuskiego AJ Auxerre i występował w drugiej drużynie tego klubu. 1 lipca 2011 został wypożyczony na rok do Zagłębia Lubin. 6 listopada 2011, podczas przegranego 1:5, meczu ze Śląskiem Wrocław, zadebiutował w Ekstraklasie. Był to jego jedyny występ w sezonie 2011/12. 6 sierpnia 2012 odszedł do drugoligowego KS-u Polkowice. W sezonie 2012/13 w barwach tego klubu, w 33 ligowych występach zdobył 9 bramek. Zaowocowało to transferem do występującej w I lidze Miedzi Legnica. Łącznie w barwach Miedzi, zagrał w 64 meczach I ligi, w których strzelił 16 bramek. 8 lipca 2015 został wypożyczony na cały sezon do występującego w Ekstraklasie, Podbeskidzia Bielsko-Biała. W zespole Górali, rozegrał łącznie 35 meczów (33 ligowe i 2 w Pucharze Polski), strzelając w nich 10 goli i w sezonie 2015/16 spadł z nim z Ekstraklasy. 20 maja 2016 podpisał obowiązujący od 1 lipca 2016, czteroletni kontrakt z Cracovią. W nowym klubie zadebiutował 17 lipca 2016 w meczu I kolejki Ekstraklasy przeciwko Piastowi Gliwice (5:1), strzelając jednocześnie debiutanckiego gola.

## Statystyki

### Klubowe
Aktualne na 22 maja 2018
| Klub                       | Sezon              | Liga               | Liga  | Liga   | Puchar kraju | Puchar kraju | Europa | Europa | Suma  | Suma   |
| Klub                       | Sezon              | Liga               | Mecze | Bramki | Mecze        | Bramki       | Mecze  | Bramki | Mecze | Bramki |
| -------------------------- | ------------------ | ------------------ | ----- | ------ | ------------ | ------------ | ------ | ------ | ----- | ------ |
| AJ Auxerre B               | 2010/2011          | CFA                | 16    | 2      | 0            | 0            | –      | –      | 16    | 2      |
| AJ Auxerre B               | Ogólnie            | Ogólnie            | 16    | 2      | 0            | 0            | 0      | 0      | 16    | 2      |
| Zagłębie Lubin             | 2011/2012          | Ekstraklasa        | 1     | 0      | 0            | 0            | –      | –      | 1     | 0      |
| Zagłębie Lubin             | Ogólnie            | Ogólnie            | 1     | 0      | 0            | 0            | 0      | 0      | 1     | 0      |
| KS Polkowice               | 2012/2013          | II liga            | 33    | 9      | 0            | 0            | –      | –      | 33    | 9      |
| KS Polkowice               | Ogólnie            | Ogólnie            | 33    | 9      | 0            | 0            | 0      | 0      | 33    | 9      |
| Miedź Legnica              | 2013/2014          | I liga             | 30    | 6      | 4            | 2            | –      | –      | 34    | 8      |
| Miedź Legnica              | 2014/2015          | I liga             | 33    | 10     | 2            | 1            | –      | –      | 35    | 11     |
| Miedź Legnica              | Ogólnie            | Ogólnie            | 63    | 16     | 6            | 3            | 0      | 0      | 69    | 19     |
| Podbeskidzie Bielsko-Biała | 2015/2016          | Ekstraklasa        | 33    | 10     | 2            | 0            | –      | –      | 35    | 10     |
| Podbeskidzie Bielsko-Biała | Ogólnie            | Ogólnie            | 33    | 10     | 2            | 0            | 0      | 0      | 35    | 10     |
| Cracovia                   | 2016/2017          | Ekstraklasa        | 34    | 6      | 1            | 0            | 0      | 0      | 35    | 6      |
| Cracovia                   | 2017/2018          | Ekstraklasa        | 16    | 0      | 1            | 0            | –      | –      | 17    | 0      |
| Cracovia                   | Ogólnie            | Ogólnie            | 50    | 6      | 2            | 0            | 0      | 0      | 52    | 6      |
| Piast Gliwice              | 2017/2018          | Ekstraklasa        | 14    | 3      | 0            | 0            | 0      | 0      | 14    | 3      |
| Piast Gliwice              | Ogólnie            | Ogólnie            | 14    | 3      | 0            | 0            | 0      | 0      | 14    | 3      |
| Ogólnie w karierze         | Ogólnie w karierze | Ogólnie w karierze | 210   | 46     | 10           | 3            | 0      | 0      | 220   | 49     |

## Kariera reprezentacyjna
Zawodnik ma za sobą występy w młodzieżowych reprezentacjach Polski: U-17, U-19 oraz U-20. Ogółem rozegrał w młodzieżówkach 12 meczów, w których strzelił jedną bramkę.